# Uskok transformacyjny Azory-Gibraltar

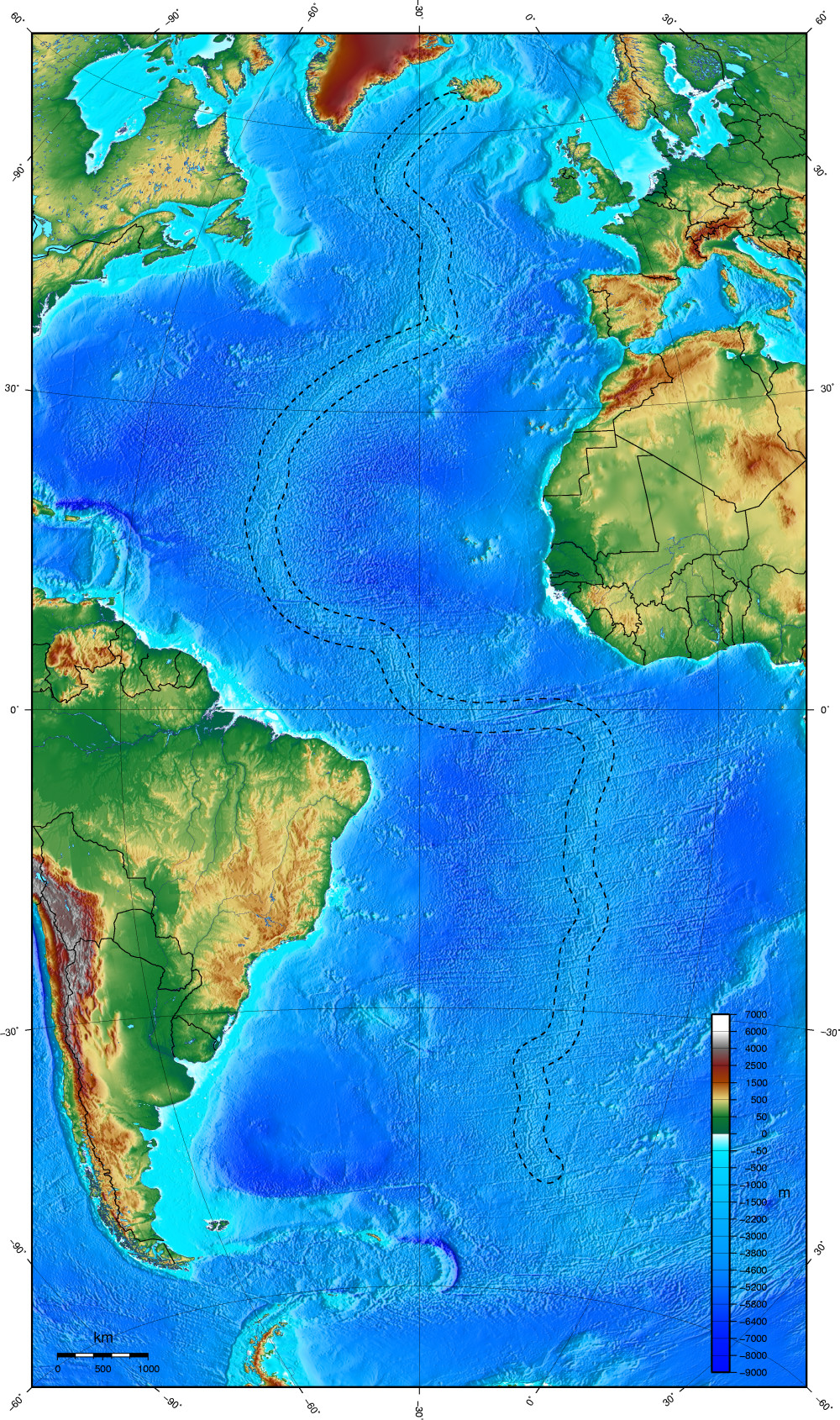
Ocean Atlantycki

Uskok transformacyjny Azory-Gibraltar (ang. Azores-Gibraltar Transform Fault, Azores-Gibraltar fault zone (AGFZ)) – uskok transformacyjny znajdujący się w środkowej części Oceanu Atlantyckiego. Należy do atlantyckiego systemu rozłamów skorupy ziemskiej.
Ciągnie się od Ryftu Terceira w kierunku wschodnim, przechodzi przez Cieśninę Gibraltarską i kontynuuje się na Morze Śródziemne.
Oddziela leżącą na północy płytę eurazjatycką od płyty afrykańskiej.